# Еріба-Адад II
Еріба-Адад II (букв. «Адад примножив (або додав)») — цар Ассирії, правив приблизно в 1056-1054 до н. е.. Син Ашшур-бел-кала. Про нього практично нічого не відомо; видимо, був скинутий своїм дядьком Шамші-Ададом IV.
Правив 2 роки.
| Середньоассирійський період |                                      |                          |
| Попередник: Ашшур-бел-кала  | цар Ассирії бл. 1056 — 1054 до н. е. | Наступник: Шамші-Адад IV |